# Bielcza
Bielcza – wieś w Polsce, w województwie małopolskim, w powiecie brzeskim, w gminie Borzęcin.
Pierwsza wzmianka o istnieniu Bielczy miała miejsce w 1484 roku. Była wsią biskupów krakowskich w województwie sandomierskim w 1629 roku.
W latach 1954–1961 wieś była siedzibą gromady Bielcza. 
W latach 1975–1998 miejscowość administracyjnie należała do województwa tarnowskiego.
Wieś położona nad rzeką Uszwicą.

## Części wsi
| SIMC    | Nazwa      | Rodzaj    |
| ------- | ---------- | --------- |
| 0813453 | Biedacz    | część wsi |
| 0813460 | Grądy      | część wsi |
| 0813476 | Olszyna    | część wsi |
| 0813482 | Pasieka    | część wsi |
| 0813499 | Przymiarki | część wsi |
| 0813507 | Uleś       | część wsi |

## Klimat
Bielcza i okolice znajdują się na obszarze zaliczanym do obszarów najkorzystniejszych pod względem klimatycznym. W ciągu roku dni z temperaturą powyżej + 5 °C jest średnio 220, a średnia roczna temperatura wynosi + 8,5 °C. Dni bezwietrznych jest ok. 20%. Na zimę przypada 24,1% dni wietrznych, wiosnę 26,4%, lato 26,6%, a jesień 22,9%. Pokrywa śnieżna zalega średnio tylko przez 70-80 dni, czyli mniej, niż wynosi średnia krajowa. Roczna suma opadów wynosi ok. 750 mm, a liczba dni pogodnych ok. 40. Rozłożenie opadów wedle pór roku przedstawia się następująco: w zimie jest ich 14,6% (107,4 mm), na wiosnę 22,2% (162,7 mm), latem 43,5% (319,5 mm), a na jesieni 19,7 (144,4 mm). Podczas gdy średnia 15-letnia wynosi 734 mm opadów rocznie ze średnią miesięczną 61,2 mm, to w 1904 zanotowano tylko 387,0 mm opadu ze średnią miesięczną 32,2 mm – a w 1899 aż 986,6 mm ze średnią miesięczną 82,8 mm.

## Gleby
Pola położone są południkowo naprzeciw poszczególnych domostw. Od zachodniej części, gleby położone wzdłuż rzeki Uszwicy są najżyźniejsze w klasie bonitacyjnej I i III a, dalej są gleby w klasie bonitacyjnej od III do V i wreszcie w okolicach przyleśnych piaski w klasie VI, ciągnące się najbardziej wśród wysuniętej części wsi. Występują więc w Bielczy mady i gleby piaskowe.

## Zabytki
Obiekt wpisany do rejestru zabytków nieruchomych województwa małopolskiego.
- Kościół Matki Bożej Anielskiej
- Cmentarz wojenny nr 270 – Bielcza

### Historia kościoła
Początkowo istniała w Bielczy kaplica drewniana, wzmiankowana w 1813 roku, która została powiększona w latach 1835–48, tak aby mogły się w niej odbywać nabożeństwa. Po utworzeniu w Bielczy w 1904 r. ekspozytury niezależnej od parafii w Borzęcinie Górnym, rozpoczęto budowę obecnego kościoła. Autorem projektu był architekt Jan Sas-Zubrzycki. Prace budowlane trwały w latach 1906–1908, a kierował nimi budowniczy Michał Mikos. W 1925 r. bp tarnowski Leon Wałęga erygował w Bielczy parafię.
Duszpasterze (od początku istnienia parafii w Bielczy)ks. Jan Tokarz (ekspozyt), ks. Paweł Szczygieł (ekspozyt), ks. Jan Puskarz (ekspozyt), ks. Alojzy Całka (ekspozyt), ks. Jan Chmiel (proboszcz), ks. Stanisław Smoła (proboszcz), ks. Walenty Mróz (administrator), ks. Florian Dutkiewicz (proboszcz), ks. Tadeusz Cyza (wikariusz), ks. Stefan Matys (wikariusz), ks. dr Jan Kos (proboszcz), ks. mgr Edward Norek (proboszcz), ks. Franciszek Krzemień (proboszcz), ks. Stanisław Mucha (wikariusz), ks. Jan Łatka (proboszcz, rezydent), ks. Józef Bogusz (pomoc duszpasterska), ks. Stanisław Kudlik (wikariusz; proboszcz), ks. Andrzej Dydo (wikariusz, rezydent), ks. Tadeusz Kubala (proboszcz).
Architektura
Kościół jest zbudowany w stylu eklektycznym z elementami neoromańskimi i neogotyckimi. Murowany z cegły z użyciem kamienia. Dwunawowy z transeptem i węższym prezbiterium zamkniętym trójbocznie. Ramiona transeptu zamknięte trójbocznie. Korpus z krótszą od nawy głównej nawą boczną, przechodzącą w kwadratową wieżę usytuowaną z boku. Od frontu przed nawą główną przedsionek z przyległą wieżyczką schodową, z boku po przeciwnej stronie nawy bocznej trójboczna kruchta. Na zewnątrz korpus opięty przyporami. Kruchta wejścia głównego zwieńczona trójkątnym szczytem z kamiennym krzyżem. Portal główny neoromański, zamknięty półkoliście, uskokowy, w tympanonie Oko Opatrzności. Wieża w dolnej partii oblicowana kamieniem, nakryta hełmem neogotyckim. Kościół nakryty dachami dwuspadowymi i pulpitowymi, nad skrzyżowaniem naw neogotycka wieżyczka na sygnaturkę z latarnią. 

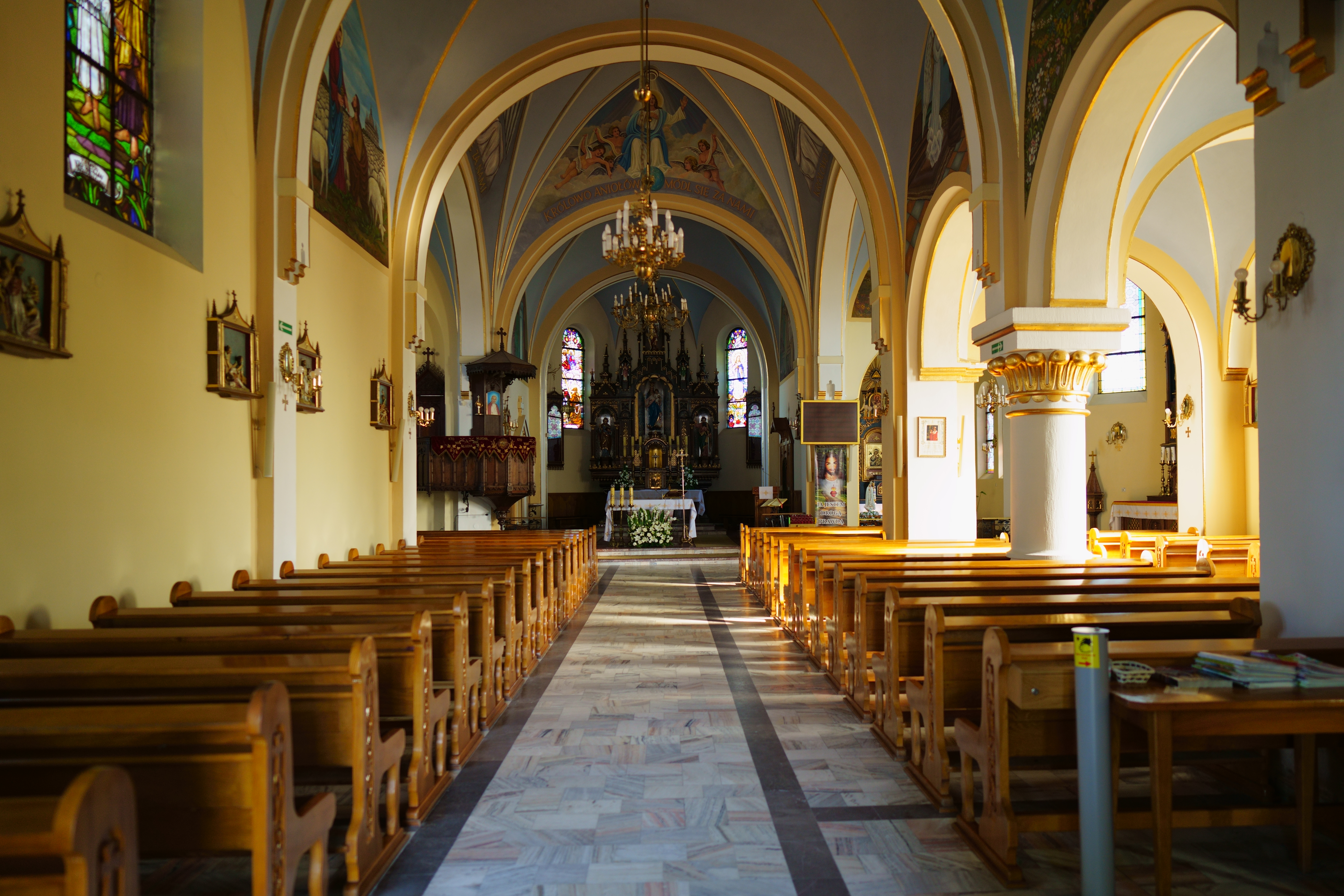
Wnętrze kościoła w Bielczy

Wnętrze nakryte sklepieniami krzyżowymi, o przęsłach wydzielonych gurtami, w przęśle środkowym w transepcie sklepienie gwiaździste. Nawa boczna wydzielona filarem i kamienną kolumną. Arkady międzynawowe i okna zamknięte półkoliście. Polichromia wnętrza figuralna i ornamentalna, malowana przez Jacka Żróbka w latach 1956–1957.
Wnętrze
Ołtarz główny i dwa boczne neogotyckie wykonane przez Wojciecha Samka po 1920 roku. W ołtarzu głównym rzeźba Matki Boskiej z Dzieciątkiem, wykonana przez Kazimierza Cieślę oraz posągi św. Piotra i św. Pawła. W ołtarzach bocznych rzeźby Serca Pana Jezusa i św. Franciszka. W kaplicy ołtarz o charakterze barokowym z około połowy XIX w., przeniesiony z dawnej kaplicy mszalnej, z rzeźbą Matki Boskiej z Dzieciątkiem z końca XIX wieku. Chrzcielnica drewniana i ambona, neogotyckie z XX w. Rzeźba Chrystusa Upadającego pod krzyżem, ludowa z I. poł. XIX w., pochodząca zapewne z kapliczki stojącej na miejscu dzisiejszego kościoła.

## Szkoła
Początki
Szkoła w Bielczy powstała w 1848 r. jako filia szkoły parafialnej w Borzęcinie. Początkowo była szkołą jednoklasową z jednym nauczycielem. W 1893 r. zostaje przemianowana na szkołę dwuklasową i od tej pory uczy co najmniej dwóch nauczycieli. Szkoła ta mieściła się w budynku drewnianym krytym gontem, z dwoma salami lekcyjnymi i mieszkaniem dla nauczyciela kierującego. Podczas wielkiego pożaru wsi w 1921 r. spłonęło 2/3 zabudowań Bielczy, w tym również budynek szkolny. 
Murowany budynek
Drugi budynek szkoły, już murowany, oddano do użytku w 1930 r. – w nim odbywała się nauka do czerwca 1999 roku. Obecnie sklep Groszek.

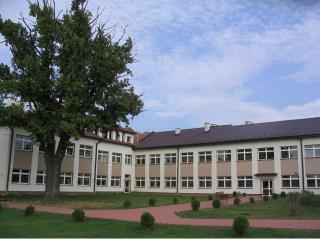
Zespół Szkół w Bielczy
Obecny budynek (trzeci od początku istnienia szkoły w Bielczy) został oddany do użytku 1 września 2003 roku. Jest to kompleks oświatowy składający się z trzech segmentów: administracyjno–socjalnego, dydaktycznego i sali gimnastycznej. Wraz z rozległym otaczającym terenem rekreacyjno–sportowym jest jednym z nowocześniejszych obiektów w regionie.
Od 1 września 2002 r. w Bielczy istnieje Zespół Szkół, w którego skład wchodzą Szkoła Podstawowa i Gimnazjum.